# Hadena obliterae
Hadena obliterae är en fjärilsart som beskrevs av Tutt 1902. Hadena obliterae ingår i släktet Hadena och familjen nattflyn. Inga underarter finns listade i Catalogue of Life.